# Szanta zwyczajna

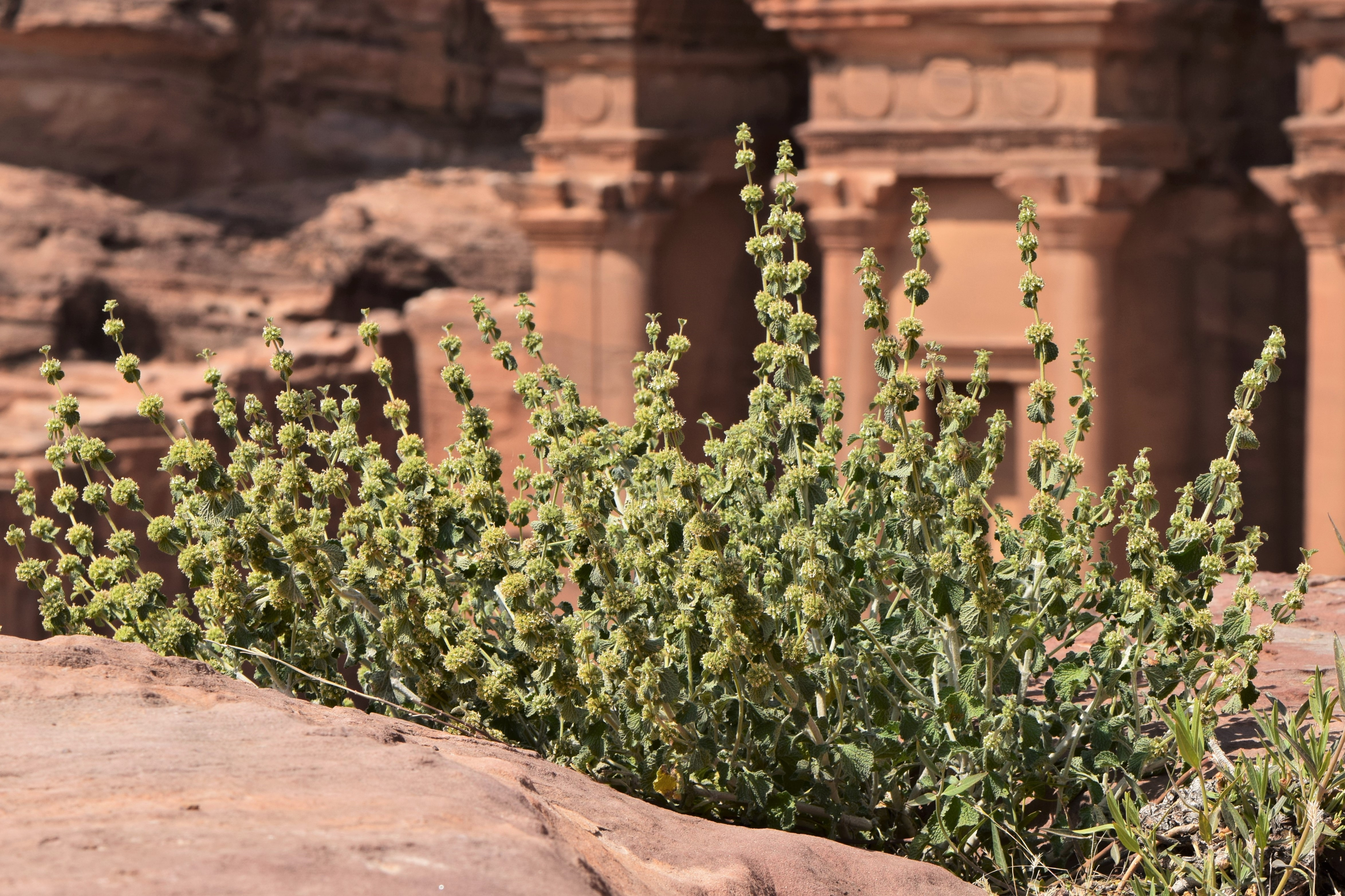
Pokrój

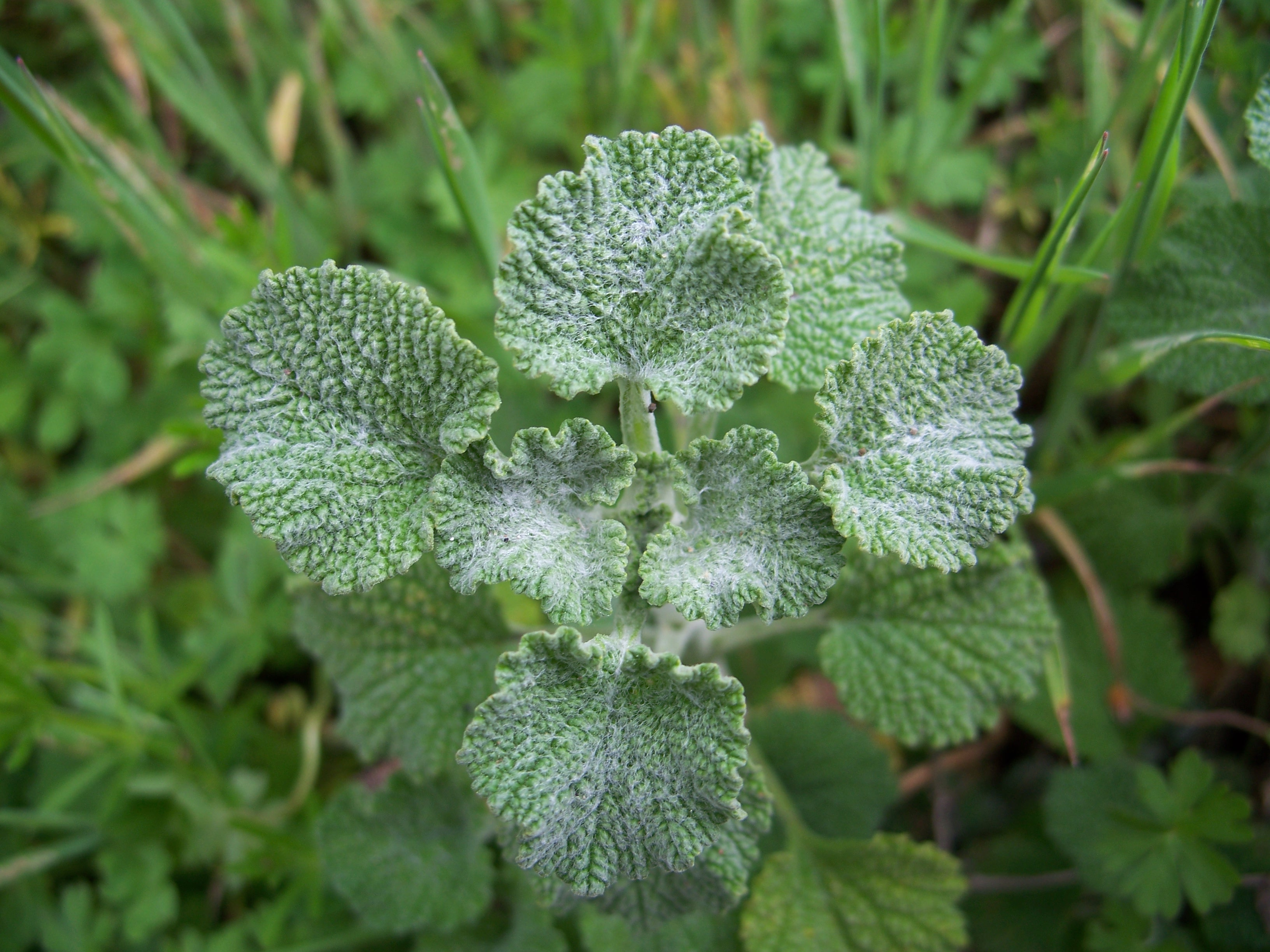
Liście

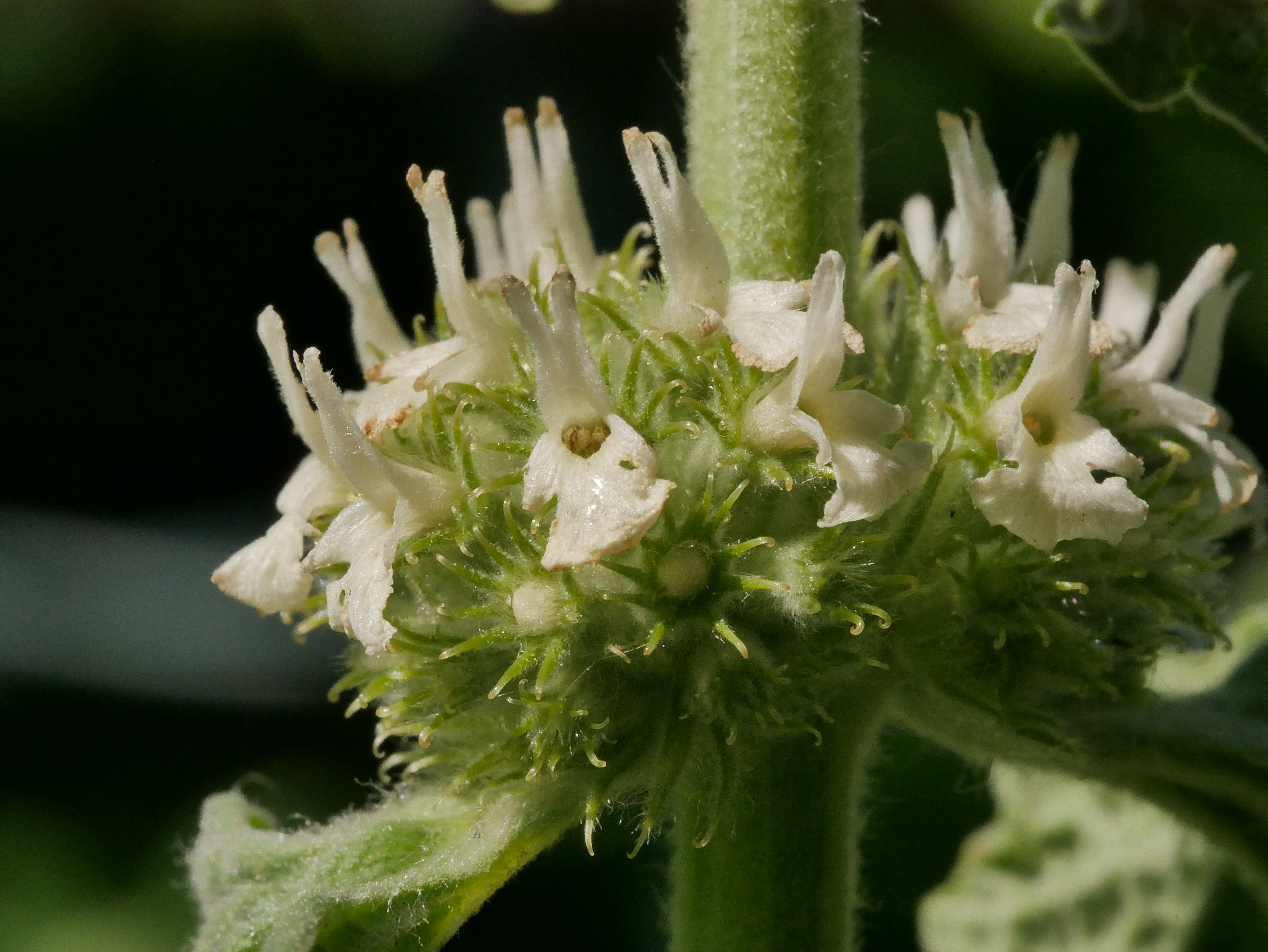
Kwiaty

Szanta zwyczajna (Marrubium vulgare L.) – gatunek rośliny z rodziny jasnotowatych (Lamiaceae). Regionalnie zwany był jako: krzecina (lubelskie), krzeszyna (podlaskie), gojnik (podkarpackie).

## Zasięg występowania
Rodzimy obszar występowania obejmuje Afrykę Północną (Algieria, Libia, Tunezja, Maroko, Madera, Wyspy Kanaryjskie), Europę bez Skandynawii i znaczną część Azji (Azja Zachodnia i Środkowa, Kaukaz, Chiny, Pakistan). Jako gatunek zawleczony rozprzestrzenił się także na Azorach, przylądku Cape Verde, w Australii, Nowej Zelandii, w USA, na Hawajach oraz w Ameryce Środkowej i gdzieniegdzie w Południowej. W Polsce ma status zadomowionego antropofitu; jest archeofitem.

## Morfologia
PokrójŁodyga wzniesiona, gałęzista, w górnej części czterokanciasta. Cała kutnerowato owłosiona o włoskach gwiazdkowatych. Wysokość do 50 cm.
ŁodygaCzterokanciasta o długości do 50 cm i grubości do 7 mm. Młode łodygi są gęsto pokryte białawymi, puszystymi włoskami, starsze łodygi są zielonawoszare i mniej owłosione.
KorzeńBiały, prosty, drewniejący.
LiścieDolne liście są szeroko jajowate do prawie okrągłych, górne mniej szeroko jajowate, wszystkie ogonkowe. Blaszka liściowa jest długości 1,5–4 cm i szerokości 1–3,5 cm. Szczyt blaszki lekko zaostrzony. Nasada zwężająca się lub nieco sercowata, brzeg ząbkowany do karbowanego, ogonek długości do 3 cm. Unerwienie pierzaste, uwypuklone na stronie dolnej, wyraźnie zagłębione na stronie górnej. Obie powierzchnie liścia są gęsto owłosione cienkimi białymi, wełnistymi włoskami, starsze liście mają mniej liczne włoski na ciemnoszarawozielonej powierzchni górnej.
KwiatyMałe, siedzące, zebrane w gęste skupienia w kątach liści. Kielich do 5 mm długi, trwały, złożony z 5 długich i 5 krótkich naprzemianległych, haczykowato zakrzywionych, frędzlowatych, szydlastych działek. Gardziel kielicha z wewnętrznym pierścieniem długich, jedwabistych włosków. Korona 7 mm długości, matowo biała, czterowargowa. Warga górna jest: 2-łatkowa, dolna 3-łatkowa. Obecne są 4 krótkie pręciki i słupek z dwudzielnym znamieniem.
OwocPodługowate rozłupki, odwrotnie jajowate, na szczycie ucięte, owłosione.

## Biologia i ekologia
Bylina, chamefit, hemikryptofit. Kwitnie od czerwca do sierpnia. Siedliska ruderalne, przydroża.

## Zagrożenia
Roślina umieszczona na Czerwonej liście roślin i grzybów Polski (2006) w grupie gatunków wymierających, krytycznie zagrożonych (kategoria zagrożenia E).

## Zastosowanie

### Roślina lecznicza
Surowiec zielarskiZiele szanty (Marrubii herba) – całe lub połamane, wysuszone, kwitnące nadziemne części o zawartości minimum 0,7% marubiny. Surowiec zawiera gorycz – marubinę (diterpen), śluzy, sterole, garbniki, cholinę, kwasy organiczne, trójterpeny.
DziałanieWykrztuśne, uspokajające, moczopędne. Pobudza apetyt, wydzielanie soku żołądkowego, żółci oraz reguluje częstotliwość skurczów serca. Jest używana do leczenia nieżytów górnych dróg oddechowych, kataru, astmy, zaburzeń przewodu pokarmowego, chorób wątroby i woreczka żółciowego oraz przy zaburzeniach miesiączkowania. Bardzo gorzka w smaku.
Duże dawki przetworów z szanty powodują spadek ciśnienia krwi i zaburzenia rytmu serca.